# マチャアキの森の石松
『マチャアキの森の石松』（マチャアキのもりのいしまつ）は、1975年10月12日から1976年4月4日までNET系列局で放送されていた時代劇である。国際放映と田辺エージェンシーとNETテレビ（現・テレビ朝日）の共同製作。全26話。放送時間は毎週日曜 20:00 - 20:54 （日本標準時）。

## キャスト
- 森の石松：堺正章
- 清水次郎長：浜畑賢吉
- 大政：宍戸錠
- 桶屋の鬼吉：渡辺篤史
- 法印大五郎：岸部シロー
- 関東綱五郎：山本紀彦
- お綱：江波杏子
- 増川の仙右衛門：永井秀和
- お蝶：土田早苗
- 追分の三五郎：尾藤イサオ
- 三保の豚松：岡本信人
- 小松村七五郎：浜田光夫
- 身受山の鎌太郎：森繁久彌（第21話・第22話・第25話・第26話）

## 主題歌
- 「行きずりの男」（歌：堺正章）
  - 作詞・作曲・編曲：泉谷しげる

## 放送日程
| 話数   | 放送日          | サブタイトル                 | 脚本                | ゲスト                                                                         |
| ------ | --------------- | ---------------------------- | ------------------- | ------------------------------------------------------------------------------ |
| 第1話  | 1975年 10月12日 | 野菊なぜなく一人旅           | マキノ雅弘          | 山口百恵、市川翠扇、十朱久雄                                                   |
| 第2話  | 10月19日        | 娘馬子唄あばれ節             | マキノ雅弘 安本莞二 | 和田アキ子、吉沢京子、速水亮、夏夕介、川口厚、泉晶子、中原早苗、長谷川弘       |
| 第3話  | 10月26日        | 東海道女心の雨が降る         | 小国英雄            | 松山英太郎、武原英子、伊達三郎、たこ八郎、伊藤浩市                             |
| 第4話  | 11月2日         | 夕陽に赤いみれん花           | 小国英雄            | 由紀さおり、山谷初男、春川ますみ、城所英夫、山田禅二、曾我迺家一二三、杉田雅彦 |
| 第5話  | 11月9日         | 怖くておかしい牢の中         | 小国英雄            | 小鹿番                                                                         |
| 第6話  | 11月16日        | 恋の花咲く清水港             | 小国英雄            | 幸田宗丸、倉丘伸太朗、小林麻美                                                 |
| 第7話  | 11月23日        | あゝ、あこがれの大勝負       | 小国英雄            | 幸田宗丸、倉丘伸太朗                                                           |
| 第8話  | 11月30日        | 妻よ、あなたは強かった       | 小国英雄            | 朝丘雪路、長門裕之、邦創典、石井富子                                           |
| 第9話  | 12月7日         | はつ恋望郷噂のあいつ         | 小国英雄            | 山口百恵、石田信之、村上冬樹                                                   |
| 第10話 | 12月14日        | 流れ星いつ帰る               | マキノ雅弘          | 五十嵐淳子、有島一郎、東山敬司、加賀邦男、西真澄、浅香春彦                     |
| 第11話 | 12月21日        | 失恋道中人恋しくて           | 小国英雄            | 柴俊夫、いけだももこ、桜井センリ、美川陽一郎、上田忠好                         |
| 第12話 | 12月28日        | 男次郎長に惚れたズラ         | 小国英雄            | 菅井きん、山内えみこ、稲吉靖司                                                 |
| 第13話 | 1976年 1月4日   | 春呼ぶ嵐が剣の舞い           | マキノ雅弘          | 夏木マリ、滝田栄                                                               |
| 第14話 | 1月11日         | 女もつらいわ！奮戦記         | 小国英雄            | 研ナオコ                                                                       |
| 第15話 | 1月18日         | ドッキリ、ソワソワ祭りの夜は | マキノ雅弘          | 小林麻美、村井国夫                                                             |
| 第16話 | 1月25日         | 十八番！殴り込み甲州路       | マキノ雅弘          | 宮部昭夫、藤間文彦                                                             |
| 第17話 | 2月1日          | 兇状旅 人情峠の花の恋        | マキノ雅弘          | 山口いづみ、有川博                                                             |
| 第18話 | 2月8日          | 兇状旅 ビックリ大追跡        | マキノ雅弘          | 山谷初男                                                                       |
| 第19話 | 2月15日         | 追われ旅男涙の三度笠         | マキノ雅弘          | 金井克子                                                                       |
| 第20話 | 2月22日         | 月も悲しい・お蝶の死         | マキノ雅弘          | 金井克子                                                                       |
| 第21話 | 2月29日         | 清水港の名物は…??            | マキノ雅弘          | 山本麟一、武田孝、おざわなおへい                                               |
| 第22話 | 3月7日          | 旅姿！花もシビレルいい男     | マキノ雅弘          | 荻島真一                                                                       |
| 第23話 | 3月14日         | 金毘羅道中おかしな二人       | 小国英雄 佐藤文雄   | 植木等、関敬六、小桜京子、中真千子、梶たか子、高山ひろ子、梅津栄               |
| 第24話 | 3月21日         | 枕四国さぬきで初体験         | マキノ雅弘          | 由美かおる、赤木春恵、小島三児、三谷昇、市川翠扇、十朱久雄、市村昌治           |
| 第25話 | 3月28日         | 一世一代石松の恋             | マキノ雅弘          | 水沢アキ、由美かおる、松下達夫                                                 |
| 第26話 | 4月4日          | 死ぬな石松あの名場面         | マキノ雅弘          | 水沢アキ、由美かおる、金井克子、赤松秀樹                                       |

演出に関しては、全話ともにマキノ雅弘が担当した。